# Canuto Lavard
Canuto Lavard (12 de marzo de 1096-Ringsted, Dinamarca, 7 de enero de 1131). Príncipe danés, duque de Jutlandia Meridional desde 1115 y rey de los obodritas desde 1129. El apodo «Lavard» es un epíteto que probablemente deriva de una palabra en nórdico antiguo que significa señor. Es también un santo de la Iglesia católica.

## Biografía
Canuto Lavard era hijo del rey Erico I de Dinamarca y de la reina Bothild Thorgunnsdatter.  En 1115, su tío, el sucesor de su padre,  el rey Nicolás I de Dinamarca, le concedió el título de duque de Jutlandia meridional. Tras la muerte de su padre, según la tradición de Valdemar, fue educado en la corte de Skjalm Hvide desde su infancia.
Enrique, el príncipe cristiano de los obodritas, pueblo wendo de Wagria, cercano a su ducado, que había sido anexionado a Dinamarca, murió en 1129 y la familia real fue asesinada. Canuto Lavard se hizo nombrar rey por el emperador germánico, con el objetivo de terminar la evangelización de los primeros paganos de esta región de la costa báltica.
Su primo, Magnus Nilsson, hijo de Nicolás I de Dinamarca, fue nombrado rey de Suecia, como sucesor del rey Inge I de Suecia.

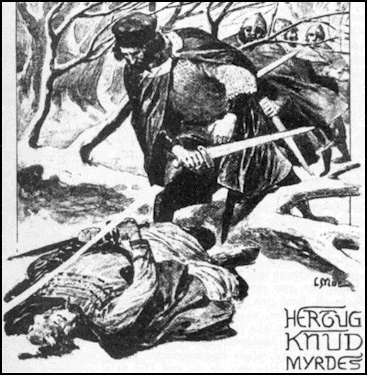
Asesinato de Canuto Lavard

Ambos primos, eventuales pretendientes al reino de Dinamarca, contaban, por tanto, con un título real y la animosidad entre ellos fue creciendo hasta que Magnus Nilsson mató a Canuto Lavard en Haraldsted, cerca de Ringsted, en Selandia, el 7 de enero de 1131. Desde el momento de su muerte, el joven príncipe Canuto fue objeto de devoción. Su asesinato desató una guerra civil en Dinamarca.
Canuto Lavard fue declarado Santo por el Papa Alejandro III el 25 de junio de 1170, durante el reinado de su hijo Valdemar I de Dinamarca. Su festividad, el Knutsdagen (Día de Canuto) se celebra el día de su muerte, 7 de enero.
Se casó, en 1116 con Ingeborg de Kiev, hija del príncipe Mstislav I de Kiev. De esta unión nacieron:
- Margarita, casada con Stig Tokesen Hvide (el Blanco), muerto en 1151
- Cristina, nacida en 1118, casada con el rey Magnus IV de Noruega, fue repudiada.
- Catalina, casada en 1159 con Pribislav, príncipe de los wendos.
- Valdemar I de Dinamarca, hijo póstumo, nació el 14 de enero de 1131.